# Omulew (Wielbark)
Omulew – część miasta Wielbarka w powiecie szczycieńskim, dawniej wieś. Leży na zachodzie miasta, wzdłuż ulicy Kolonia II, nad Omulwią.
W latach 1975–1998 miejscowość należała administracyjnie do województwa olsztyńskiego.